# Marius van der Put
Marius van der Put (* 1941) ist ein niederländischer Mathematiker, der sich mit Zahlentheorie (p-adische Geometrie und Analysis), algebraischer Geometrie und Differentieller Galoistheorie befasst. Er ist Professor an der Universität Groningen.

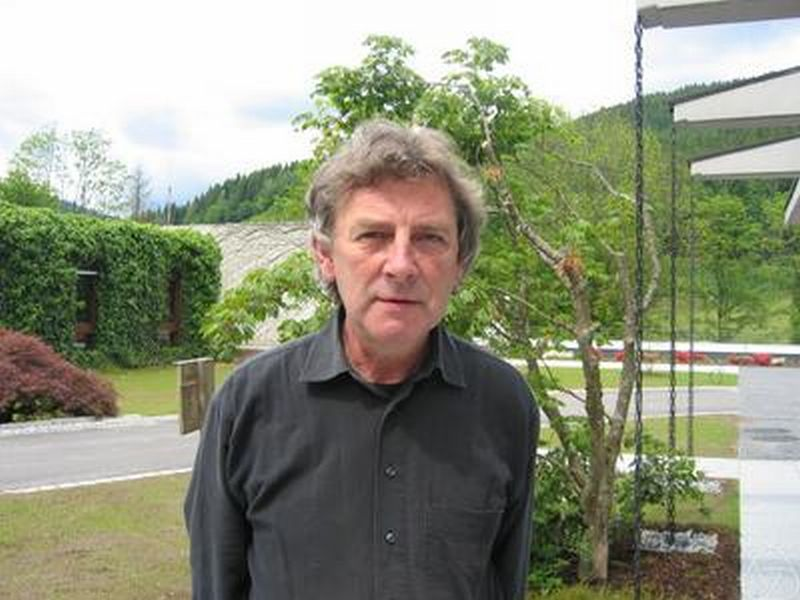
Marius van der Put, Oberwolfach 2007

Van der Put wurde 1967 an der Universität Utrecht bei  Frederik van der Blij (und Antonie Frans Monna) promoviert (Algèbres des fonctions continus p-adique). Er war unter anderem Gastwissenschaftler am MSRI. Sein Buch mit Michael Singer über differentielle Galoistheorie ist ein Standardwerk.

## Schriften
- mit Jean Fresnel Geometrie analytique rigide et applications, Birkhäuser 1981 (englische Ausgabe Birkhäuser 2004)
- mit Michael F. Singer Galois theory of linear differential equations, Grundlehren der mathematischen Wissenschaften, Springer Verlag, 2003
- mit Michael F. Singer Galois theory of difference equations, Lecture Notes in Mathematics 1666, Springer Verlag 1997
- mit Lothar Gerritzen: Schottky groups and Mumford curves, Lecture Notes in Mathematics 817, Springer Verlag 1980
- Espaces de Banach non archimédiens, Bulletin de la Société Mathématique de France 97 (1969), 309–320